# Rijksweg 4
Der Rijksweg 4 ist ein niederländischer Rijksweg, der von Amsterdam nach Woensdrecht verläuft. Von dort aus setzt er sich als belgische A12 vorbei an Antwerpen bis nach Brüssel fort. Die heute 124 km lange Autobahn wurde ab 1950 geplant, um eine direkte Verbindung zwischen Amsterdam und Brüssel herzustellen. Dazu bildet die A4 die direkte Verbindung zum Flughafen Schiphol. Zwischen dem Knooppunt Benelux bei Rotterdam und Klaaswaal klafft noch eine ca. 11 km große Lücke.

## Aktueller Verlauf

### Knooppunt Burgerveen – Leiden
Im September 2007 wurde das 14 km lange Stück zwischen dem Knooppunt Burgerveen und Leiden komplett erweitert. Das nördliche Stück wurde wie geplant 2010 fertiggestellt. Der südliche Abschnitt konnte aber nicht fertiggestellt werden, da die Arbeiten wegen fehlerhafter Feinstaubmessungen und aus anderen Umweltschutzgründen immer wieder unterbrochen werden mussten. Laut den neusten Planungen soll der südliche Teil 2014[veraltet] fertiggestellt werden.

### Delft – Schiedam
Das 7 km lange Stück zwischen der Ausfahrt Delft-Zuid und dem Knooppunt Kethelplein konnte nicht wie geplant 2006 errichtet werden, da die Planungen von Naturschützern immer wieder gestört wurden. Dazu legte die anliegende Gemeinde Midden-Delfland immer wieder Einspruch gegen die Pläne der Rijkswaterstaat ein, da sie ihr Naturschutzgebiet gefährdet sah.
Die neusten Pläne sehen vor, dass fast die gesamte A4 im Bereich zwischen Delft und Schiedam zum Schutz des Naturschutzgebietes untertunnelt wird. Der Baubeginn erfolgte am 26. April 2012, die Freigabe war am 18. Dezember 2015.

### Knooppunt Benelux – Klaaswaal – Knooppunt Sabina

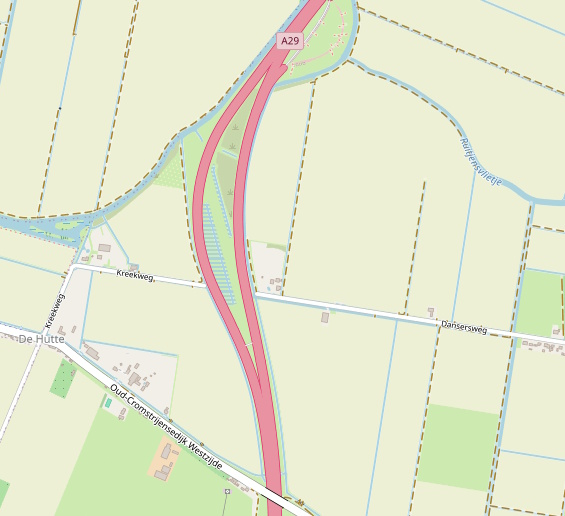
Vorbereitung für den zukünftigen Knooppunt Klaaswaal

Der Abschnitt zwischen dem Knooppunt Benelux und Klaaswaal ist das letzte noch fehlende Stück der A4. Als alternative Strecke muss man ab dem Knooppunt Benelux die A15 bis zum Knooppunt Vaanplein und ab hier die A29 bis zum Knooppunt Sabina nutzen. 
Die Autobahn soll laut den aktuellen Plänen vorbei an Hoogvliet, Poortugaal und Oud-Beijerland verlaufen. Dabei soll sie die Flüsse Oude Maas und Spui kreuzen. Der 1972 fertiggestellte Knooppunt Benelux wurde bereits für den Weiterbau vorgesehen.  Für einen zukünftigen Knooppunt Klaaswaal wurden beim Bau der A29 eine Vorleistung erbracht. Hier ist der Abstand zwischen den Fahrstreifen schon beim Bau Ende der 1960er Jahre verbreitet worden um den späteren Bau einer Verbindung zur A4 zu erleichtern.  
Rijkswaterstaat hat die Absicht, dass das 11 km lange Stück von einer privaten Baufirma in öffentlich-private Partnerschaft zu errichten und anschließend als Mautstraße betrieben werden soll.
Bis zur Fertigstellung des letzten Teilstück der A4 wird der 12,4 km lange Abschnitt Numansdorp bis Knooppunt Sabina als A29 geführt. Zwischen Knooppunt Hellegatsplein und Knooppunt Sabina gemeinsam mit der A59.

### Dinteloord – Halsteren
Am 24. November 2014 erfolgte die Verkehrsfreigabe der vierstreifigen Autobahn.
Die Bauzeit dauerte ca. 3 Jahre von 2011 bis 2014 und wurde der von der Rijkswaterstaat durchgeführt.
Die Umleitung der A4 an dieser Stelle über die N259 ist nicht mehr nötig.

### Halsteren – Woensdrecht
Der Abschnitt zwischen Halsteren und Woensdrecht ist der letzte Abschnitt der A4. Die Autobahn wurde zwischen Halsteren und Bergen op Zoom erst 2007 neu errichtet. Zwischen dem Knooppunt Zoomland und dem Knooppunt Markiezaat ist die Strecke doppelt nummeriert, da sie dort einen gemeinsamen Straßenverlauf mit der A58 bildet.

## Bildergalerie

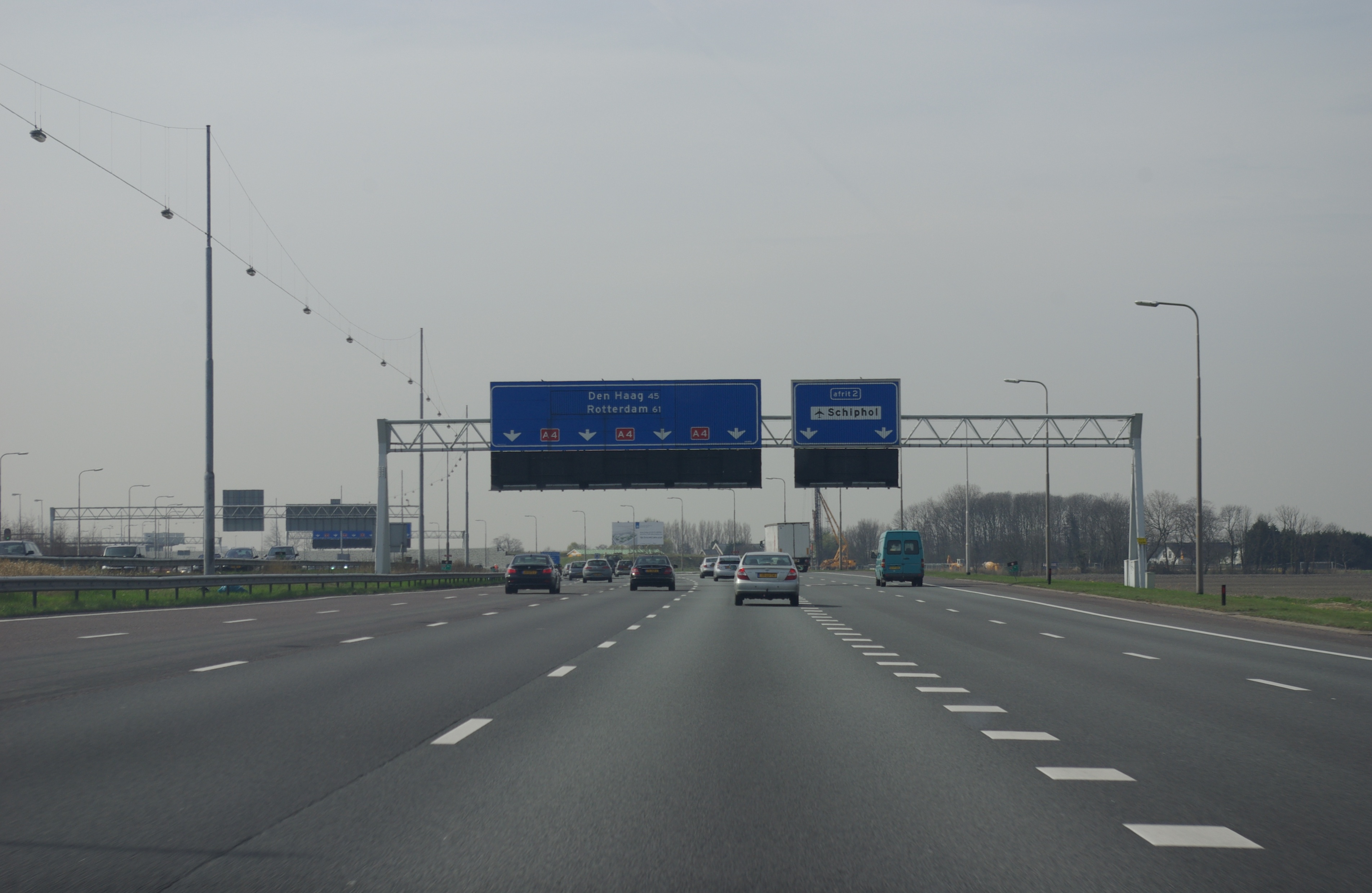
Die A4 an der Ausfahrt zum Flughafen Schiphol, 2010
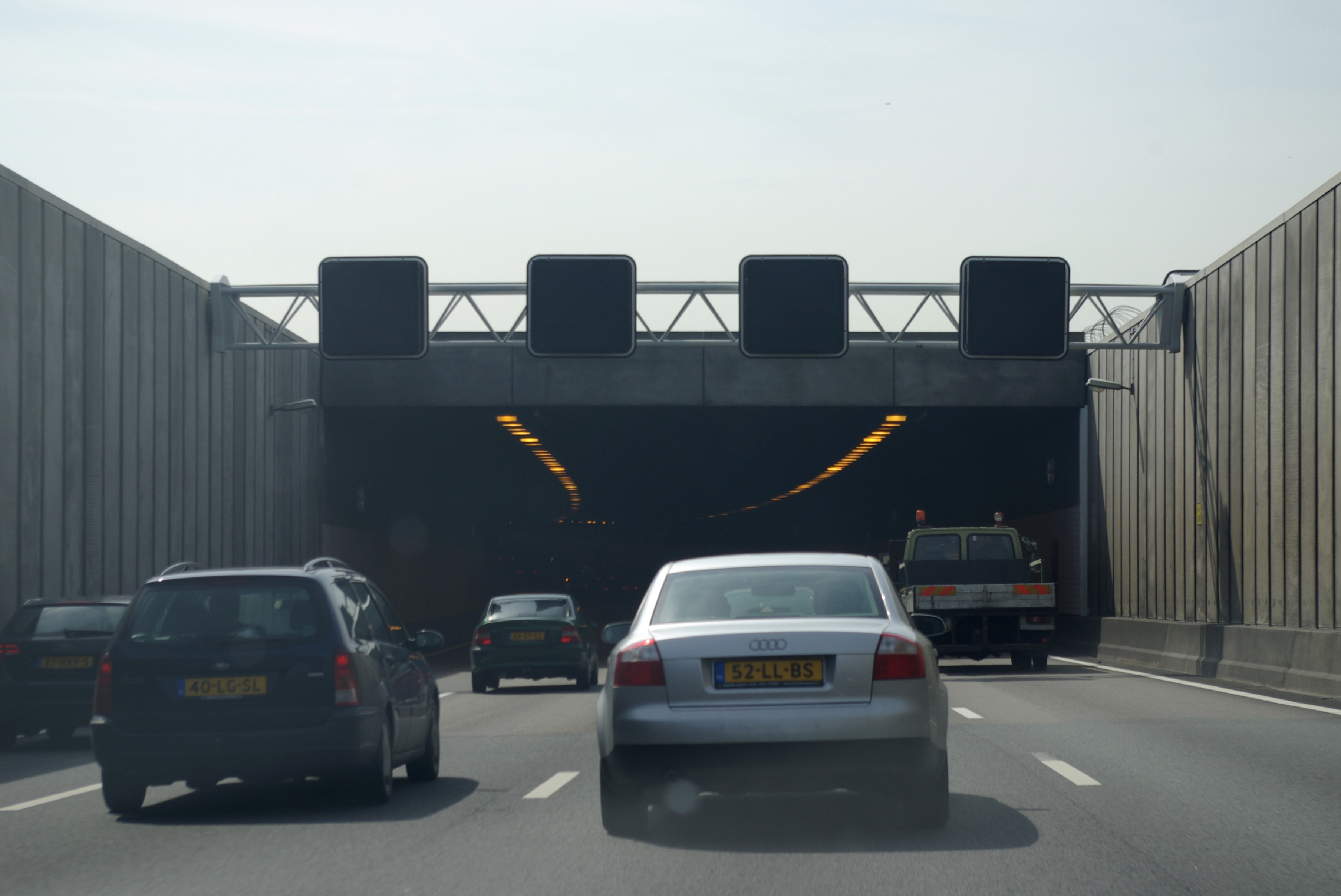
Die Einfahrt der A4 in den Schipholtunnel, 2010
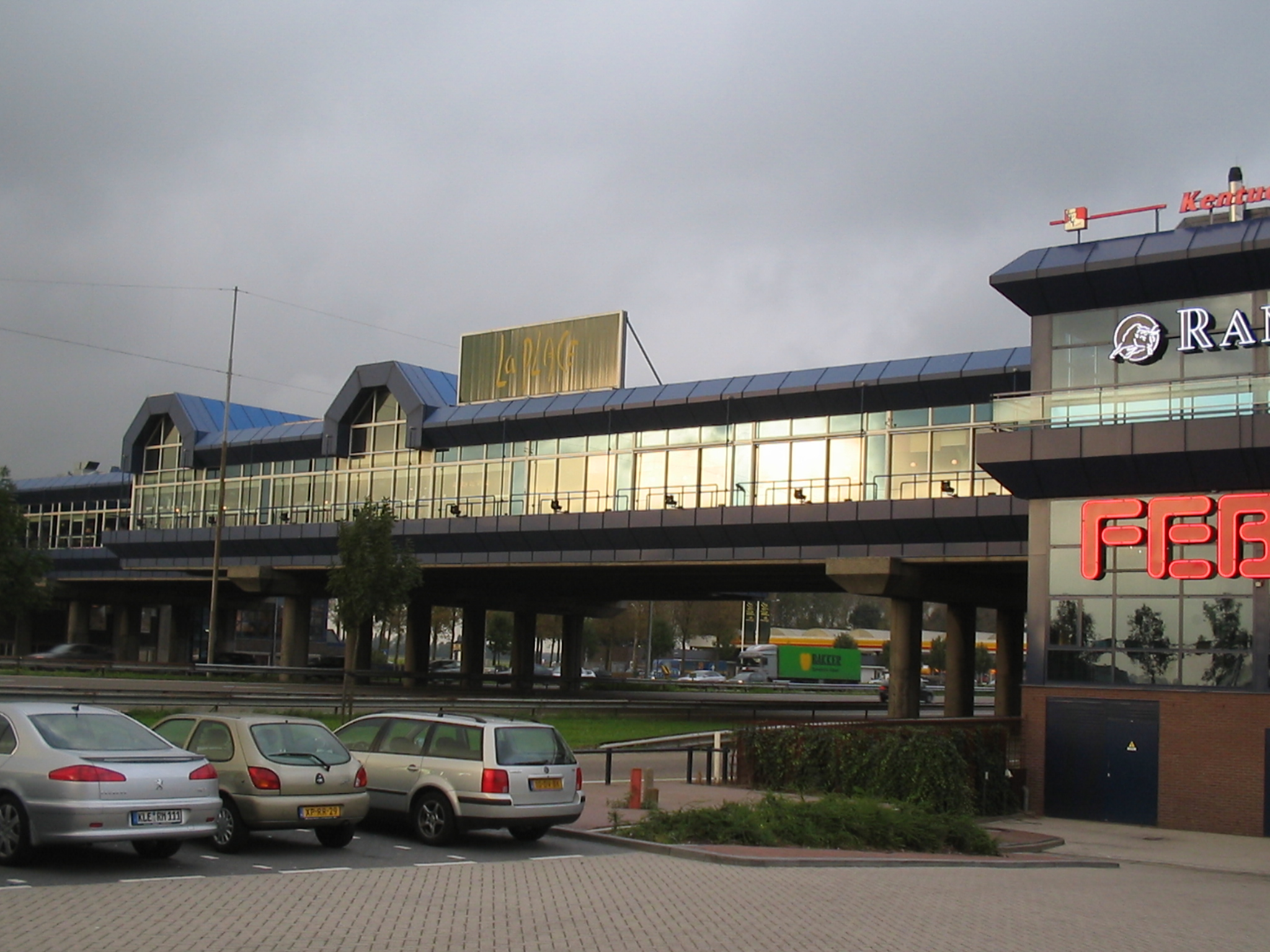
Das Brückenrestaurant der Raststätte Den Ruygen Hoek, 2005
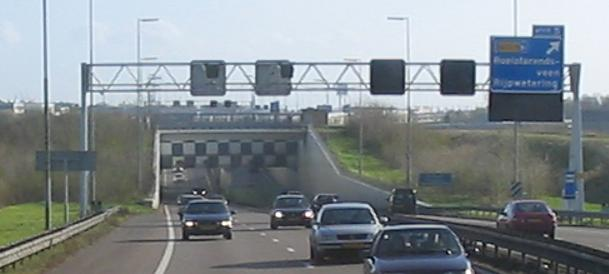
Die Trogbrücke der Ringvaart des Haarlemmermeerpolders, vor 2005
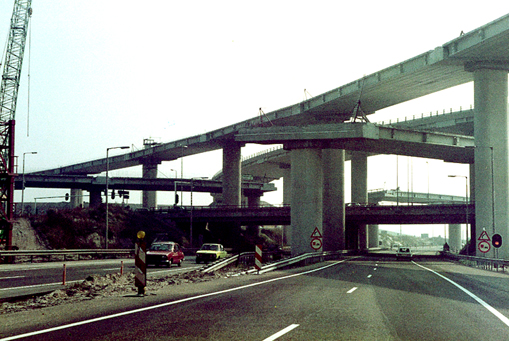
Bau des Knoppunt Clausplein, 1980er Jahre
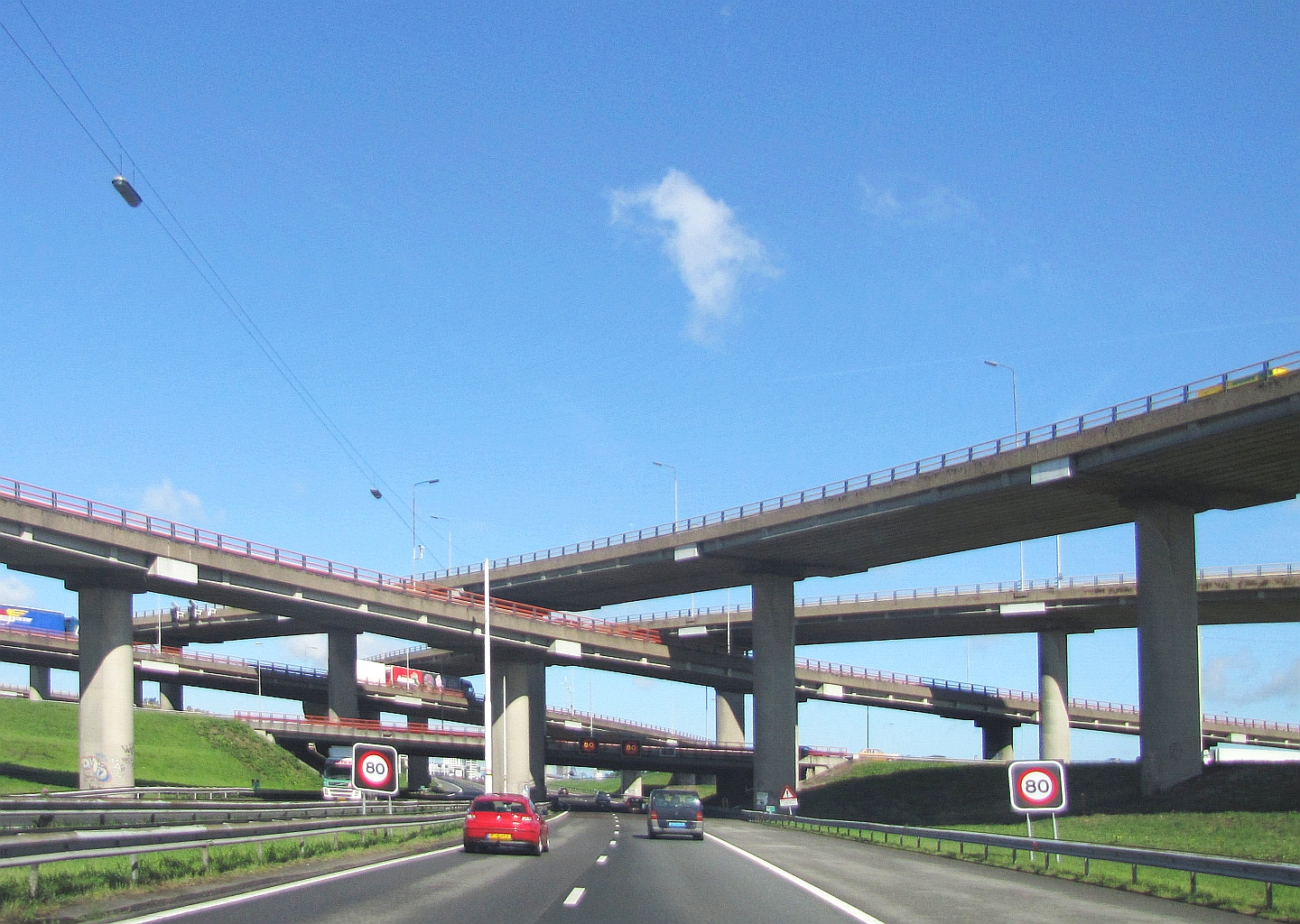
Knooppunt Prins Clausplein mit fünf Brücken (Foto 2011)
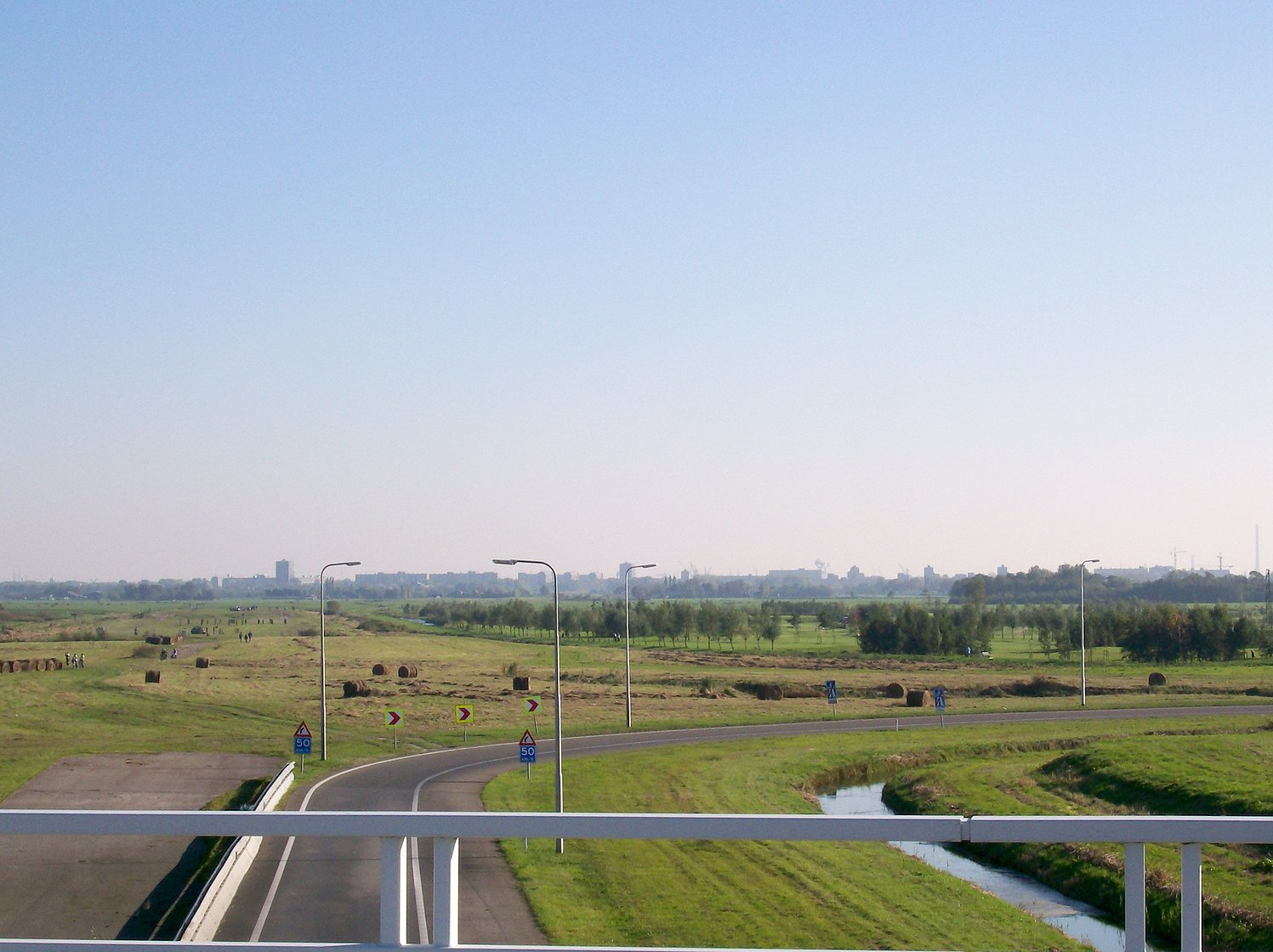
Erste Unterbrechung der A4 bei Delft, 2007
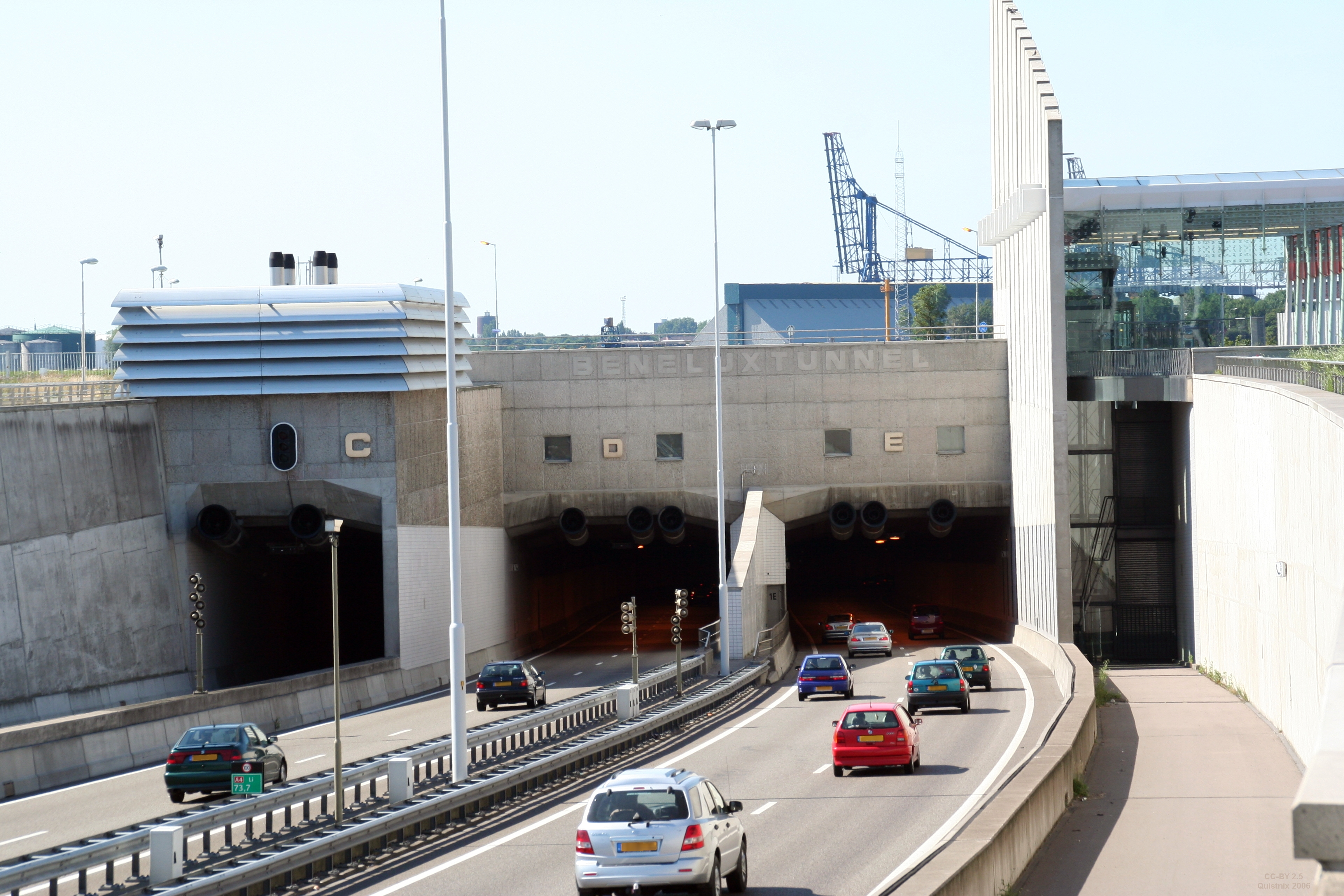
Einfahrten C, D und E der A4 in den Beneluxtunnel in Rotterdam, 2006
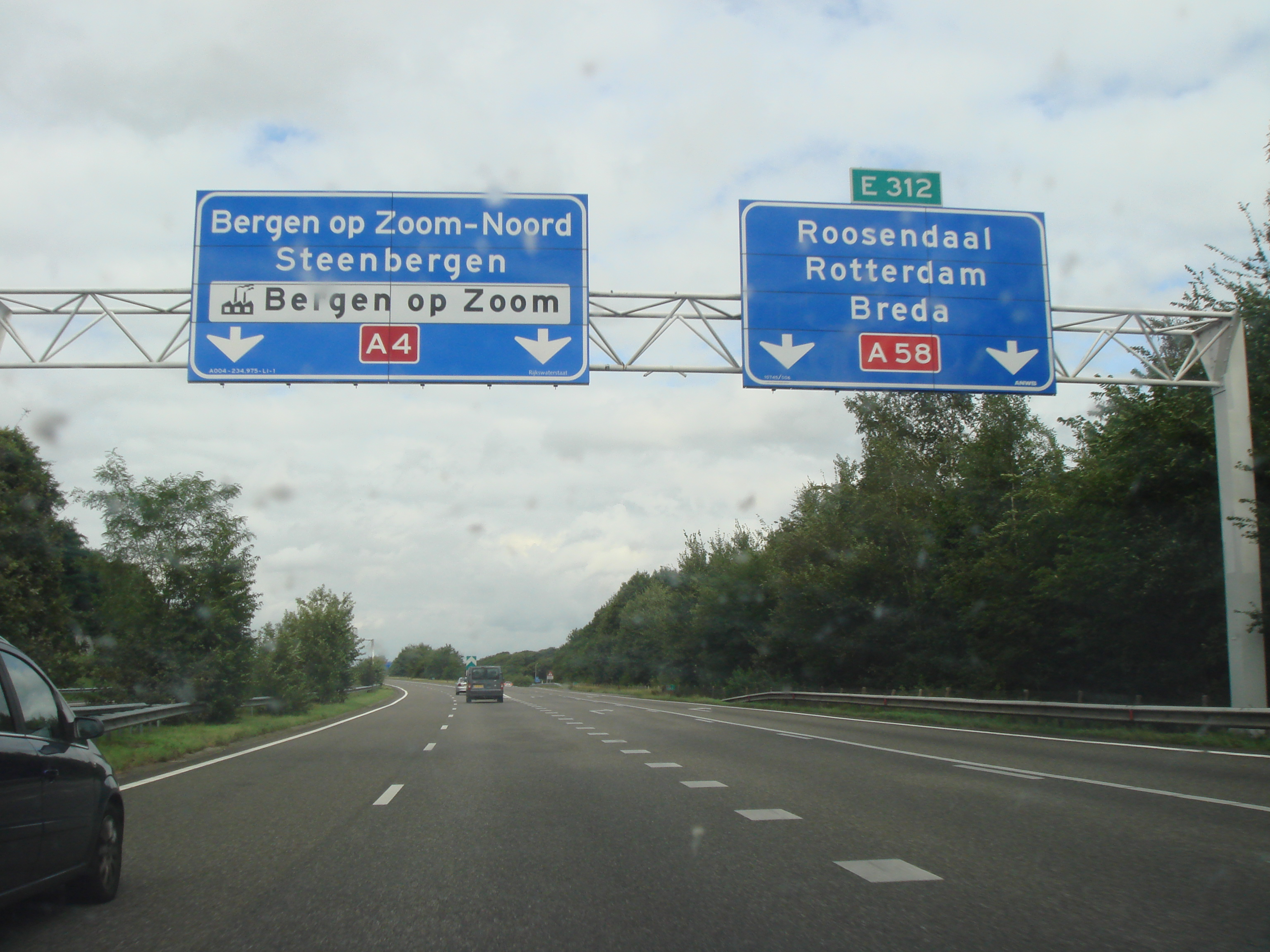
Die A4 am Knooppunt Zoomland, 2007
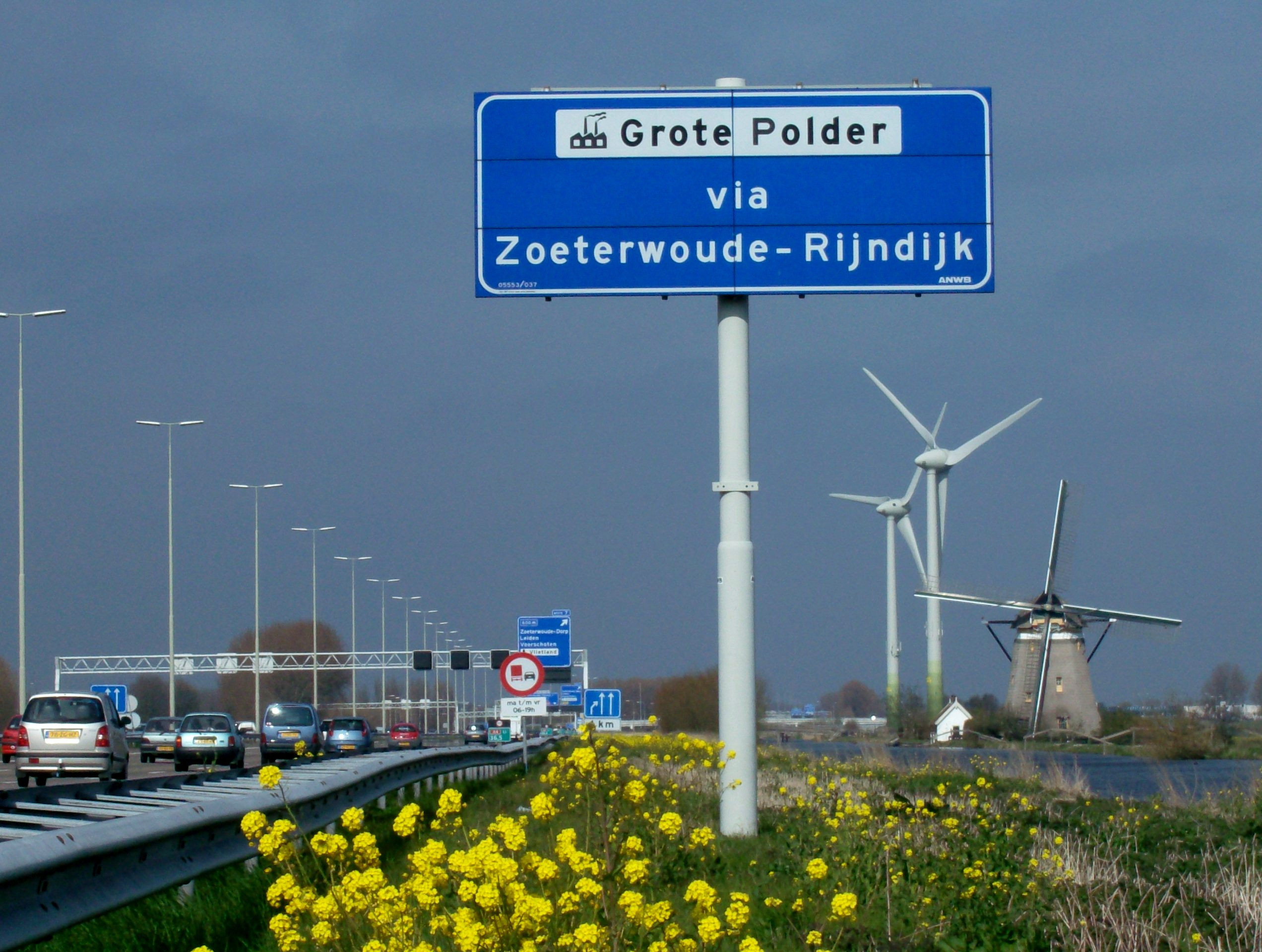
Die A4 mit Windmühle „Zelden van Passe“ bei Zoeterwoude